# Joseph and His Friend: A Story of Pennsylvania
Joseph and his friend: a story of Pennsylvania (Joseph y su amigo: una historia de Pensilvania) es una novela estadounidense de 1870 escrita por Bayard Taylor.

## Sinopsis
El joven Josef se casa con Julia, dejando consternado a su amigo Philip. A partir de entonces vivirá su vida a través de su mujer hasta que ella muere, por una sobredodis arsénico que tomaba con fines cosméticos.

## Importancia y crítica
Joseph and His Friend ha sido considerada la primera novela gay de Estados Unidos. Destaca por el enigmático tratamiento que hace de la homosexualidad.  Roger Austen apunta que «en el siglo XIX Bayard Taylor escribió que el lector que no se sintiera atraído por las fuerzas crípticas que actúan en Joseph and His Friend apenas estaría interesado en el movimiento externo de su novela.»